# علی جان فیض
علی جان فیض (زادهٔ ۳ فوریهٔ ۱۹۷۷) بازیکن فوتبال اهل افغانستان است.
از باشگاه‌هایی که در آن بازی کرده‌است می‌توان به باشگاه ورزشی میوند و تیم ملی فوتبال افغانستان اشاره کرد.

## آمار بازی در تیم ملی
| تیم ملی فوتبال افغانستان | تیم ملی فوتبال افغانستان | تیم ملی فوتبال افغانستان |
| سال                      | بازی‌ها                   | گل‌ها                     |
| ------------------------ | ------------------------ | ------------------------ |
| ۲۰۰۳                     | ۱                        | ۰                        |
| مجموع                    | ۱                        | ۰                        |